# Carlo Maria Mariani
Carlo Maria Mariani, född 25 juli 1931 i Rom, död 20 november 2021 i Rom, var en italiensk målare. Hans målningar är rotade både i nyklassicistisk teori och modernism. På 1970-talet försvarade han sitt val av medium från konstkritikers angrepp genom att dra paralleller mellan nyklassicismens melankoli inför det förgångna och tidens trendiga konceptkonst. Han fick internationellt genomslag på 1980-talet med vad som i Italien kallades pittura colta och la Nuova Maniera, som gick ut på att återanvända gamla motiv och stilar. Bland annat avbildade han Andy Warhol som Napoleon I och gjorde "förbättrade" versioner av målningar av Leonardo da Vinci och Rafael.
I Förenta staterna kallades hans verk postmodernism; den amerikanske konstkritikern Hal Foster gjorde en uppdelning mellan postmodernismer rotade i "reaktion" och i "motstånd", och räknade Mariani med sin skamlösa användning av "uttjänta" uttryck till den förra kategorin. William Wilson på Los Angeles Times beskrev en Mariani-utställning i Los Angeles 1992 som "ett extraordinärt komplext, vackert utfört försök att göra klassisk teckning och klassiskt måleri meningsfullt igen".